# Pha biang

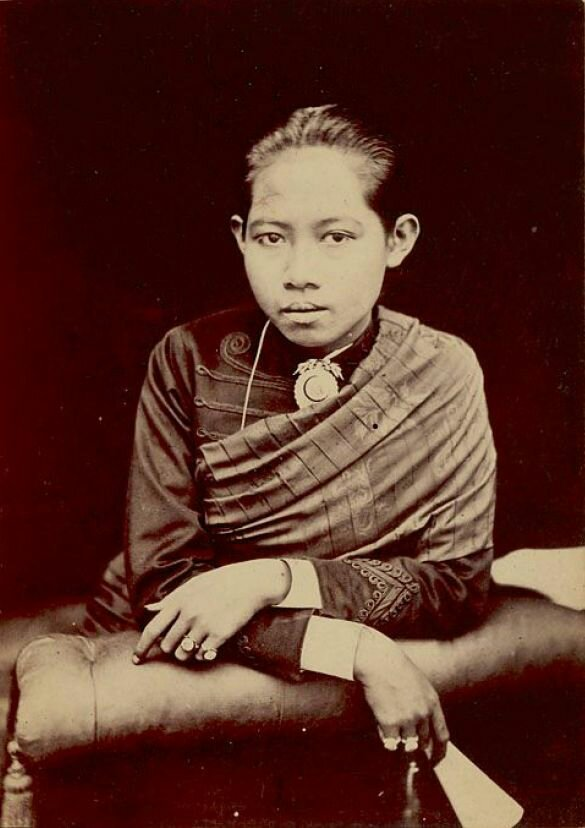
Savang Vadhana en 1879

Un sbai (khmer : ស្បៃ, lao : ສະໄບ, malais: Sebai; Jawi: سباي, thaï : สไบ) ou un pha biang (lao : ຜ້າບ່ຽງ; thaï : ผ้าเบี่ยง) est un vêtement ressemblant à un châle porté en Asie du Sud-Est.  Le sbai est dérivé du sari indien, dont l'extrémité est portée sur une épaule.
Les shamans portent le pha biang enroulé sur la tête.

## Birmanie

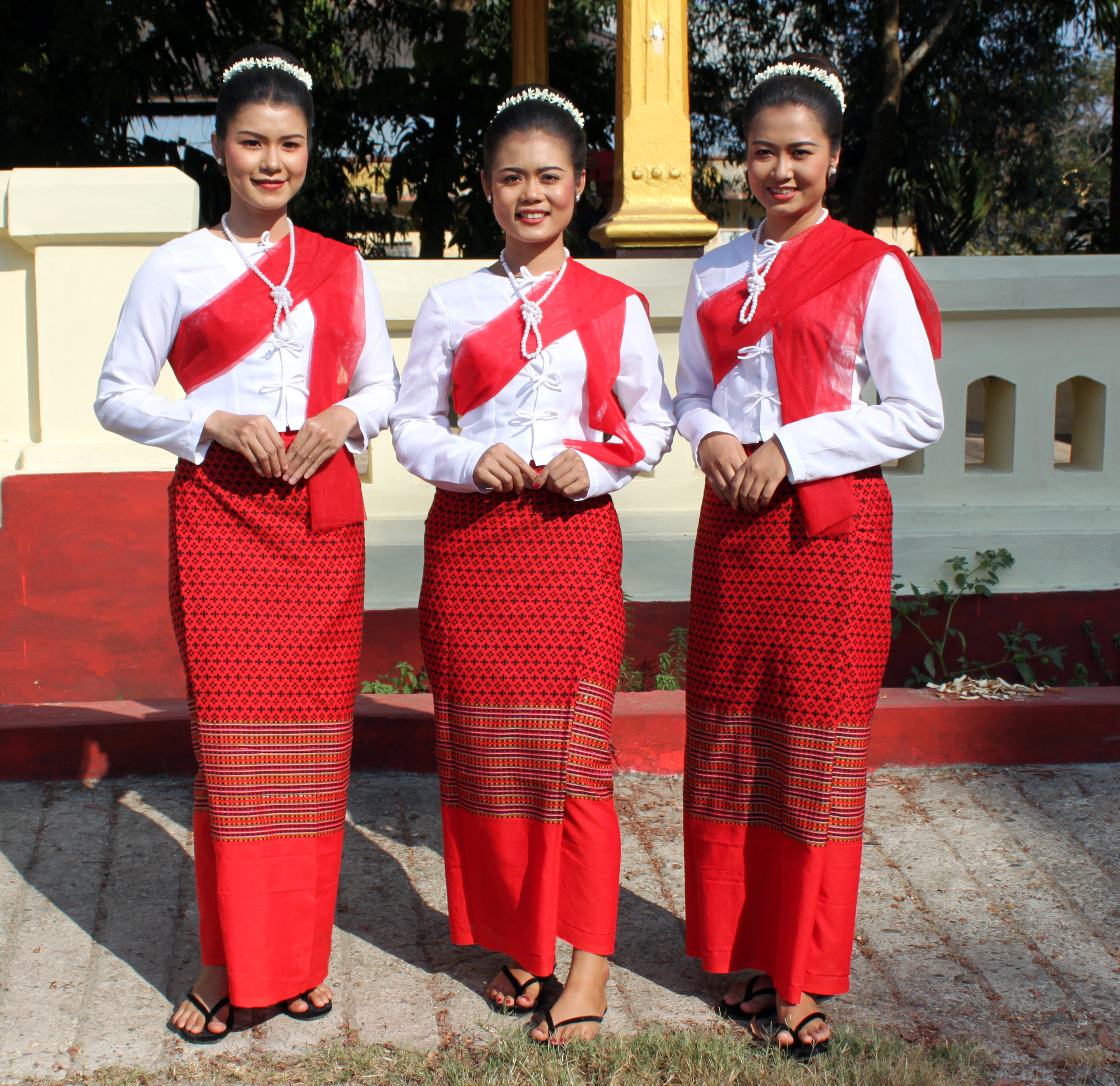
Femmes môns

## Cambodge

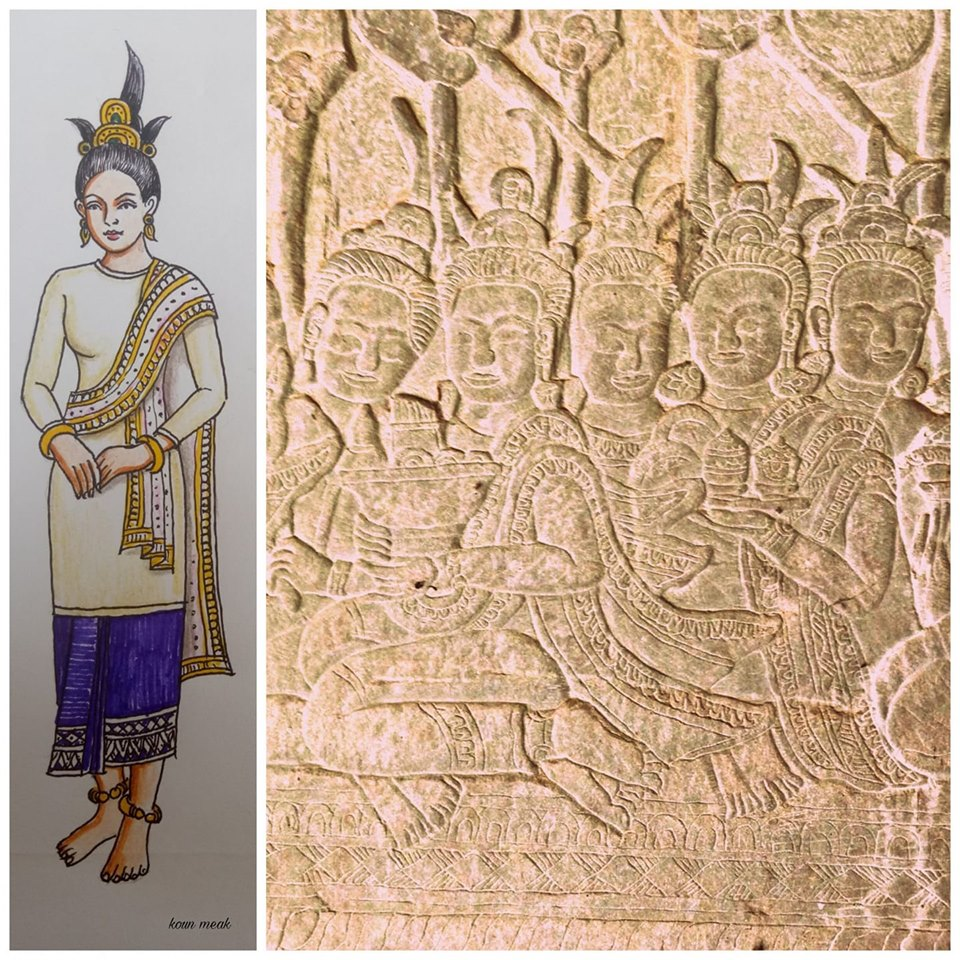
Dessin réalisé à partir d'un bas-relief, probablement situé à Angkor
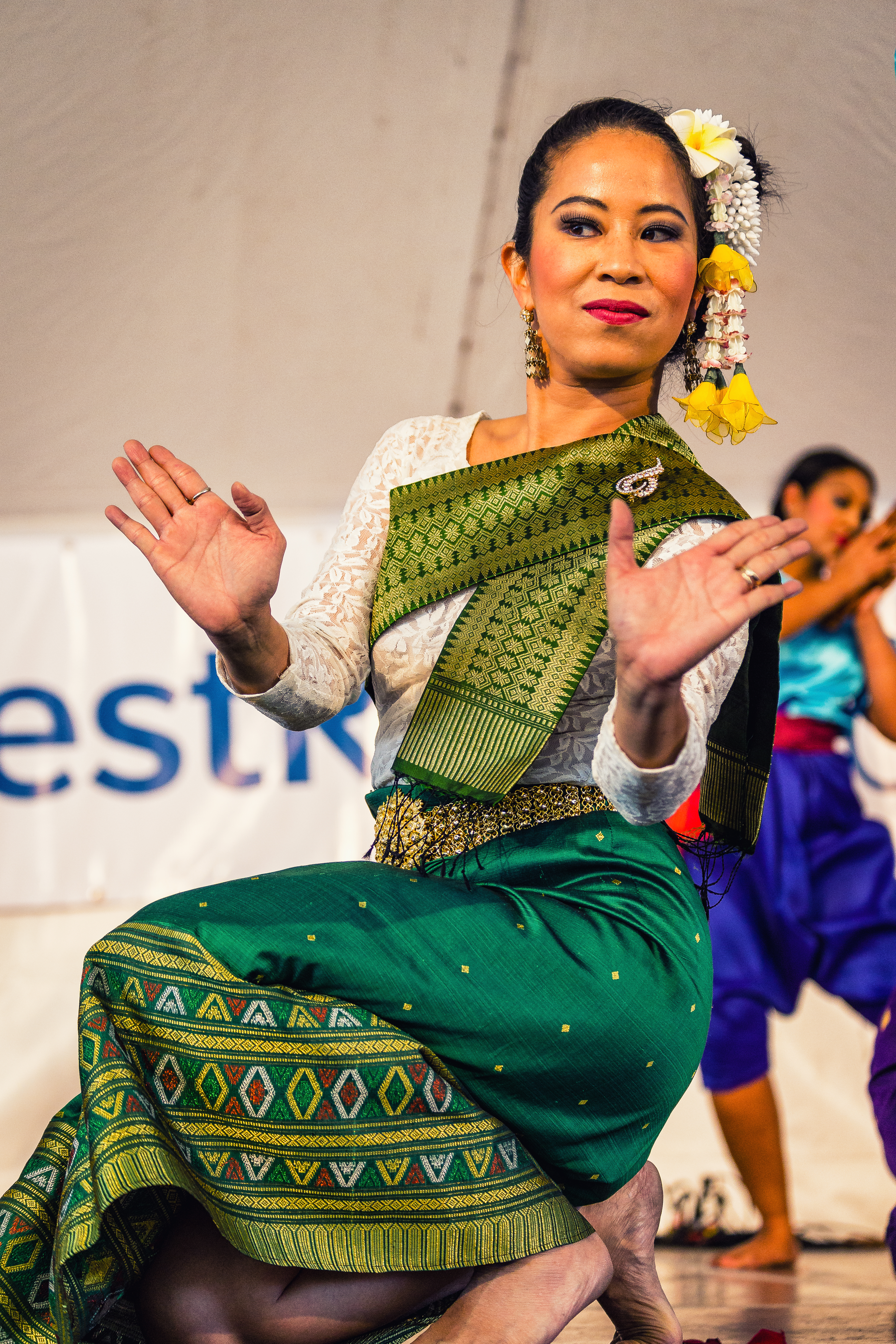
Danse traditionnelle cambodgienne
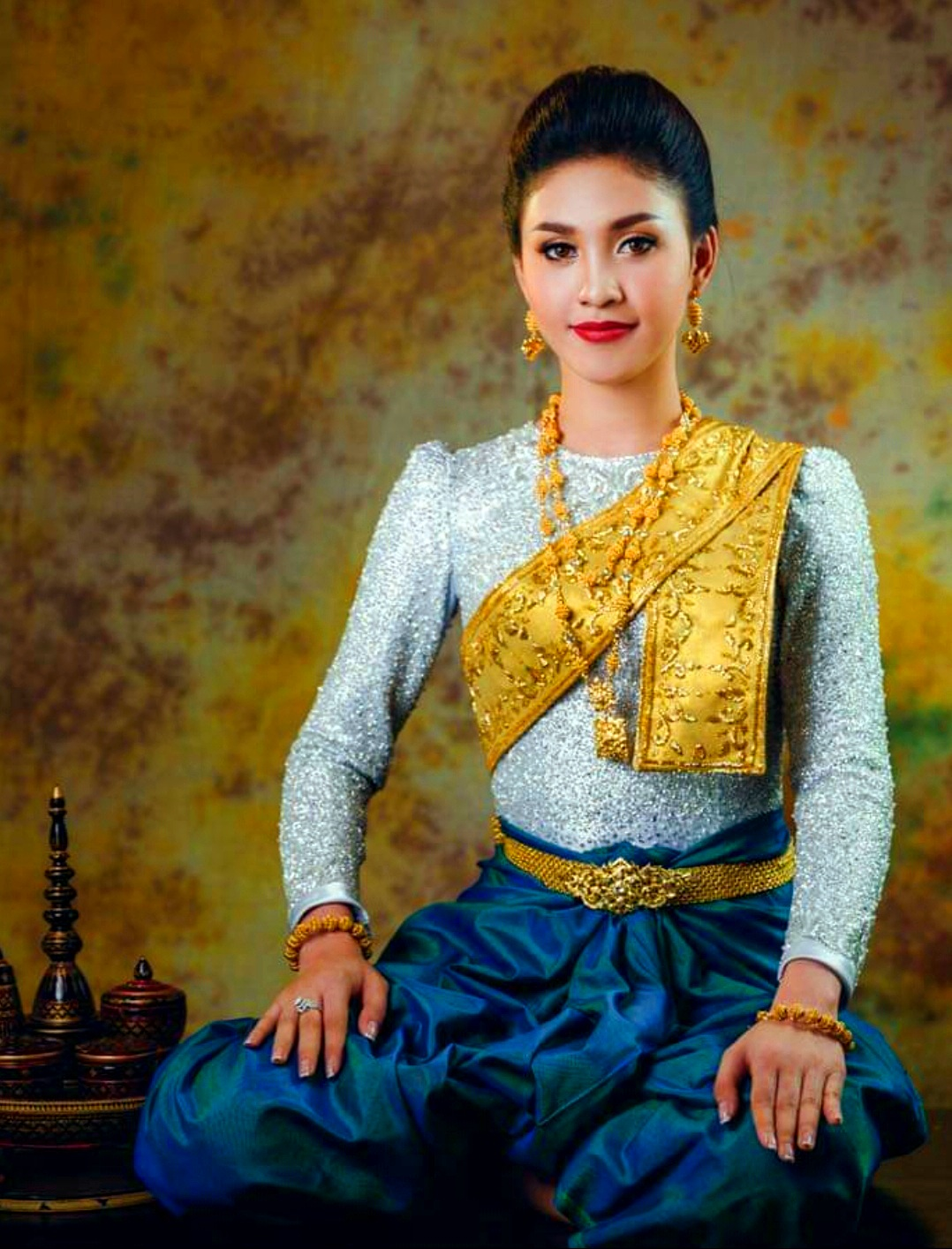
Khmer traditional costume

## Laos

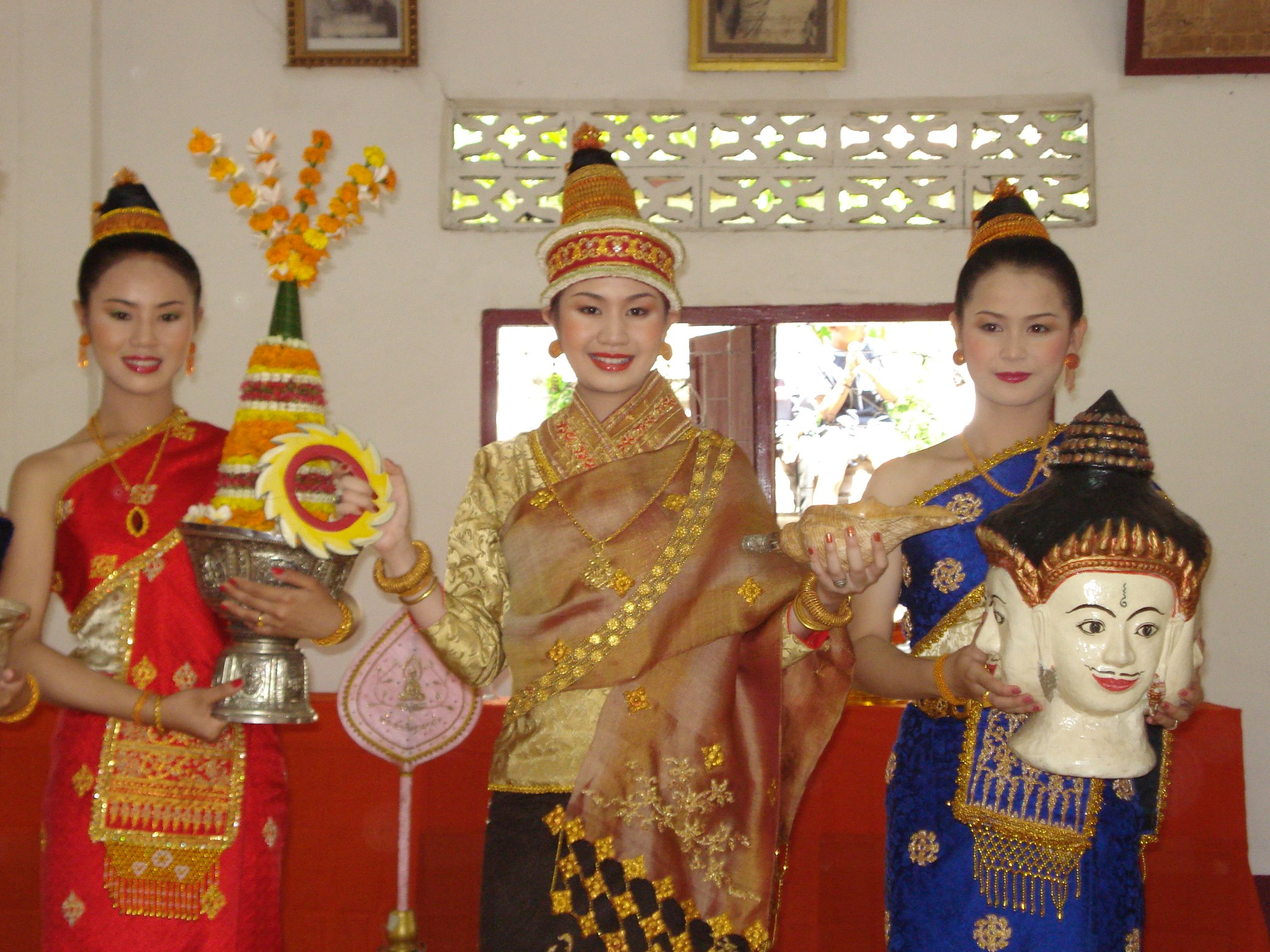
Laotiennes en xout lao
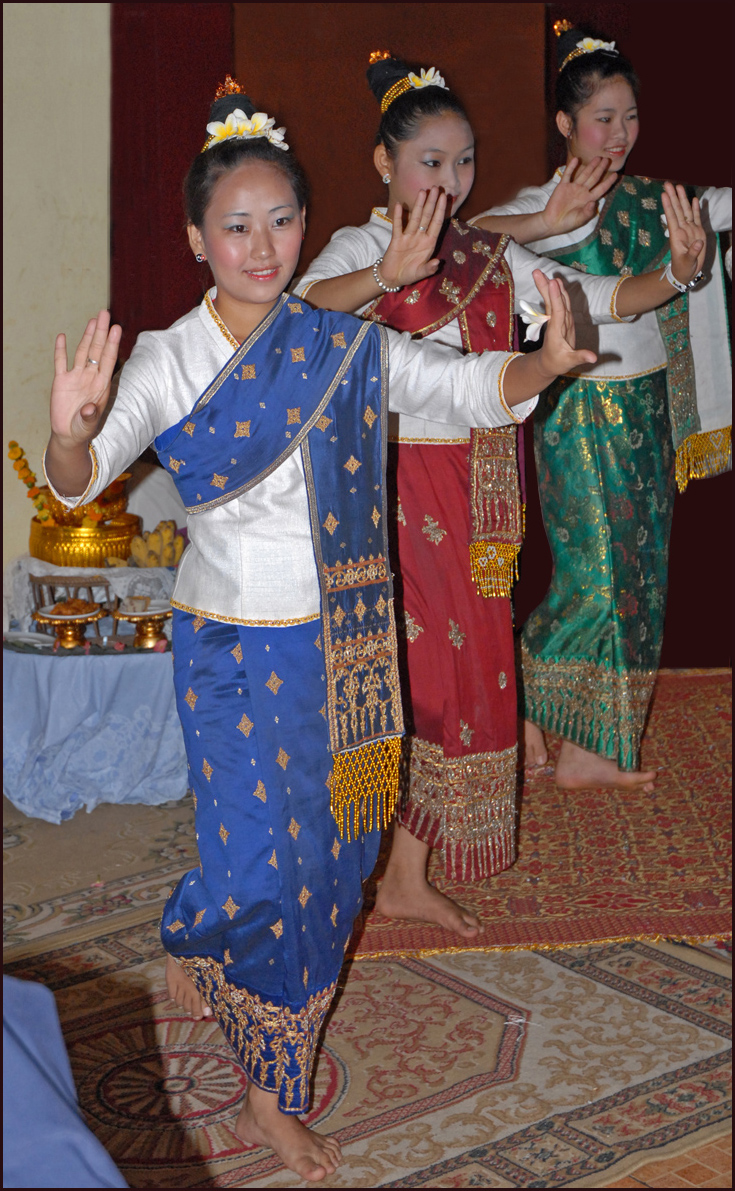
Denseuses laotiennes durant le Baci, une pratique populaire de rappel des âmes
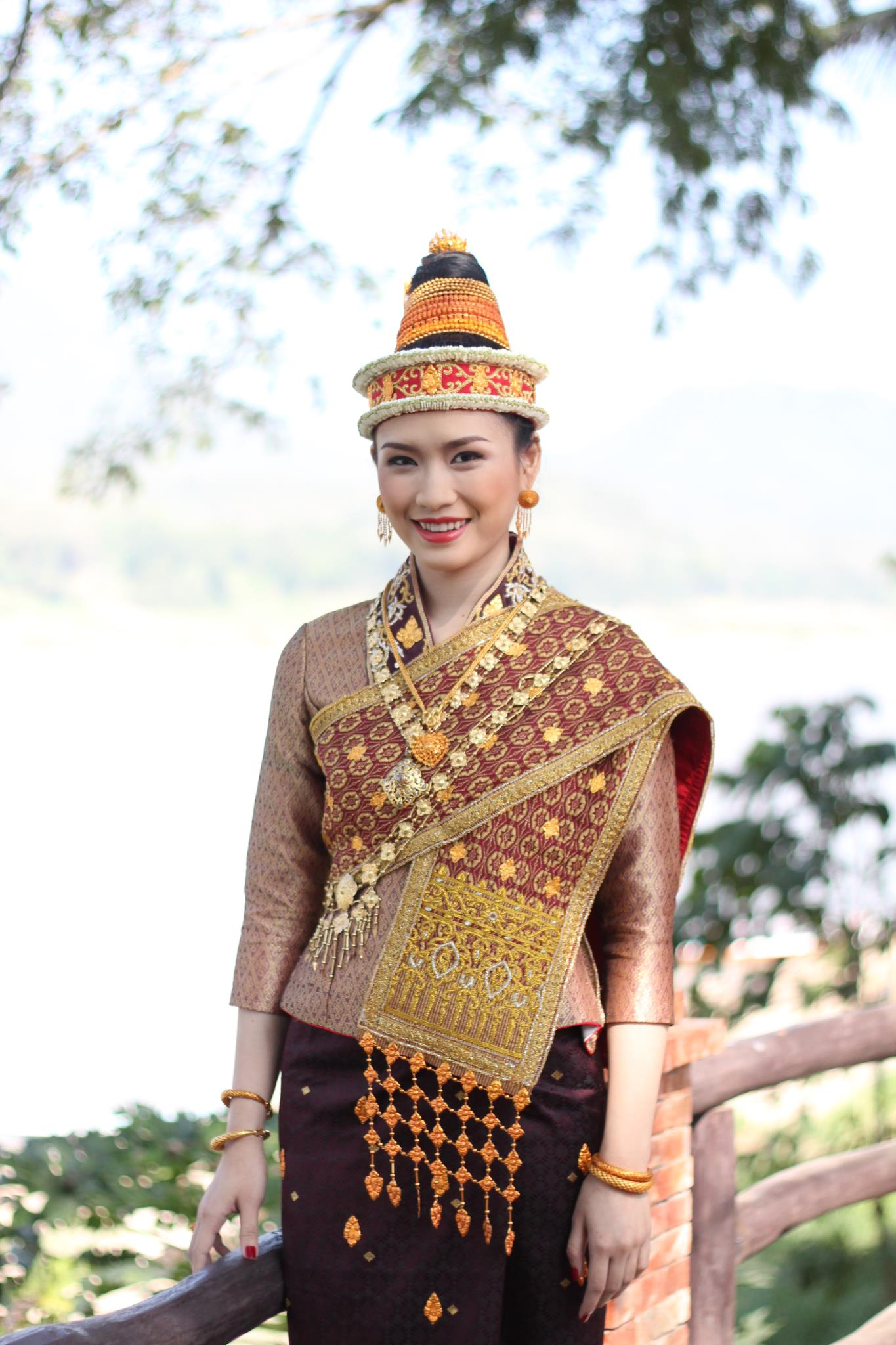
Miss Songkran avec un pha biang et un suea pat
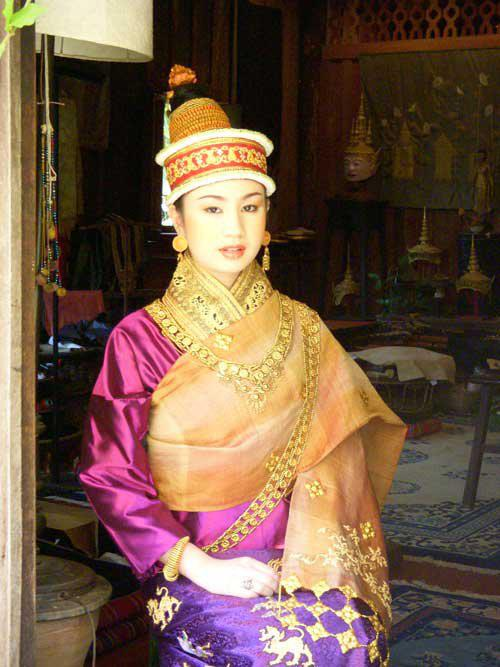
Miss Songkran

## Thaïlande

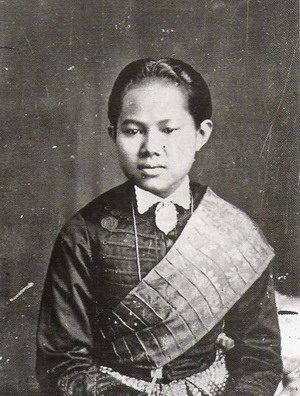
Sunandha Kumariratana en 1876
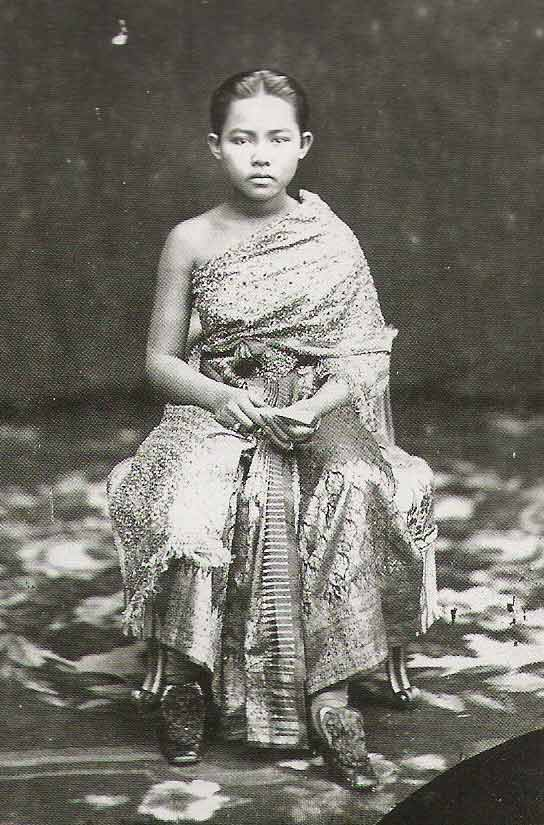
Banchob Benchama (en), 1877
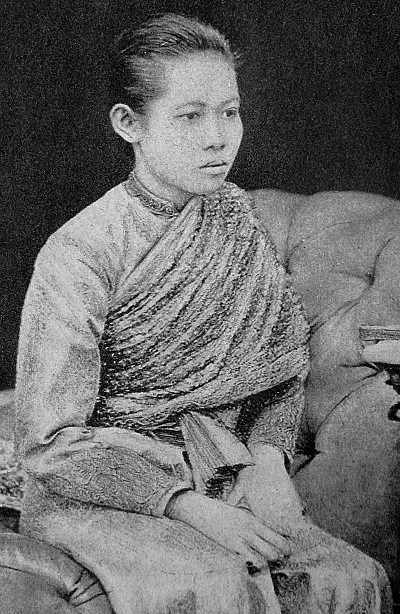
Savang Vadhana en 1879
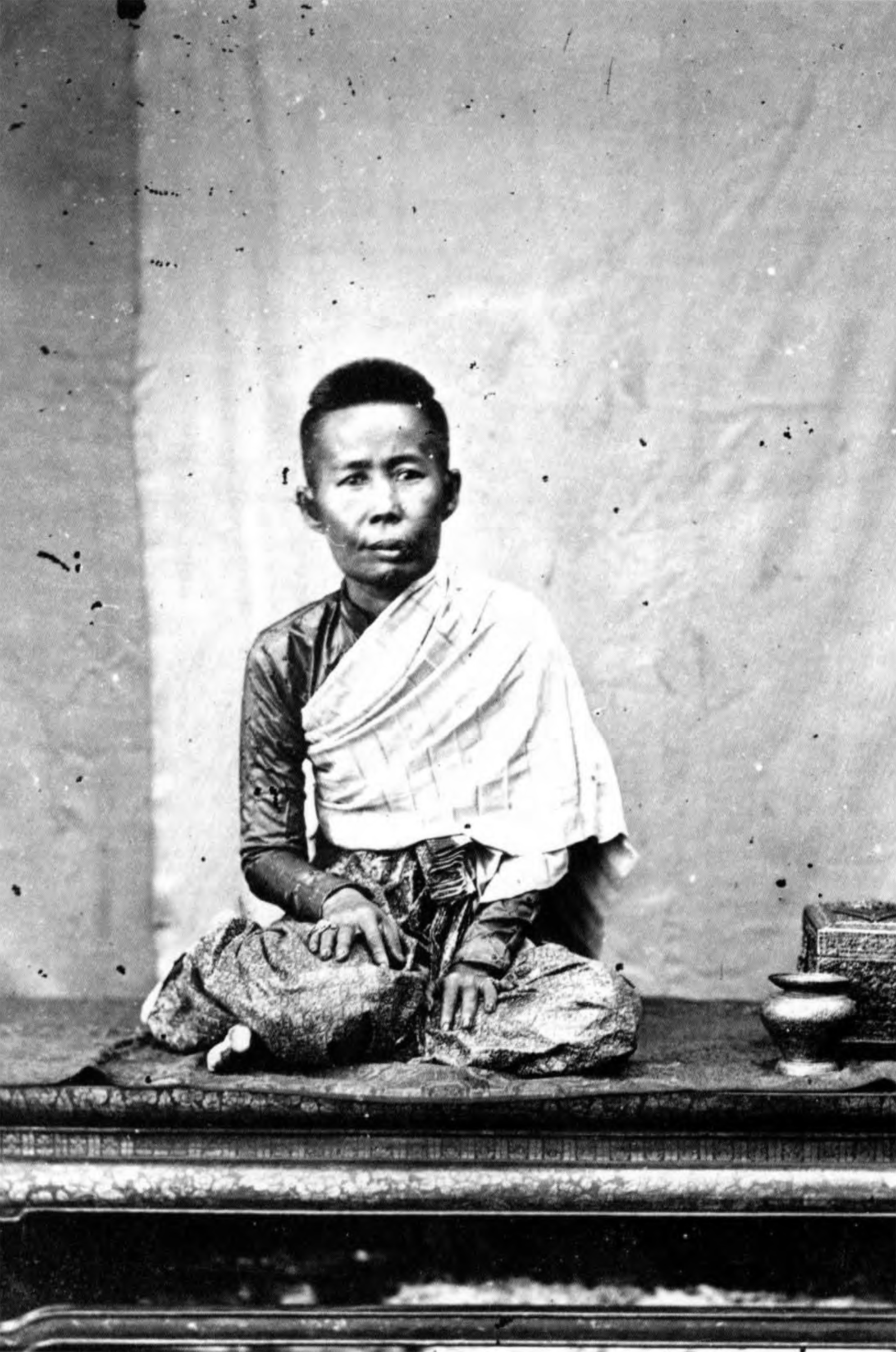
la princesse Kinnari, avant 1894
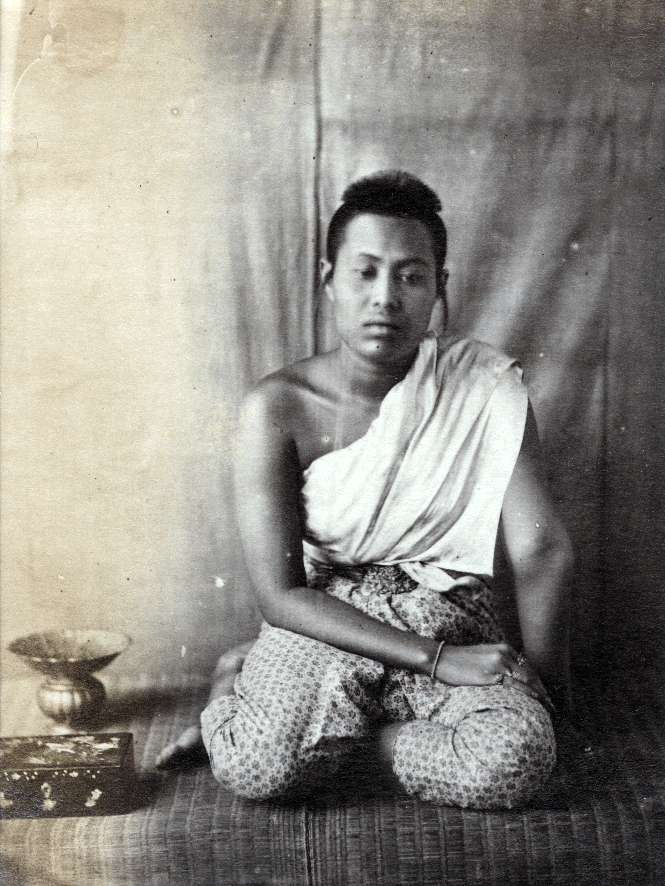
1900
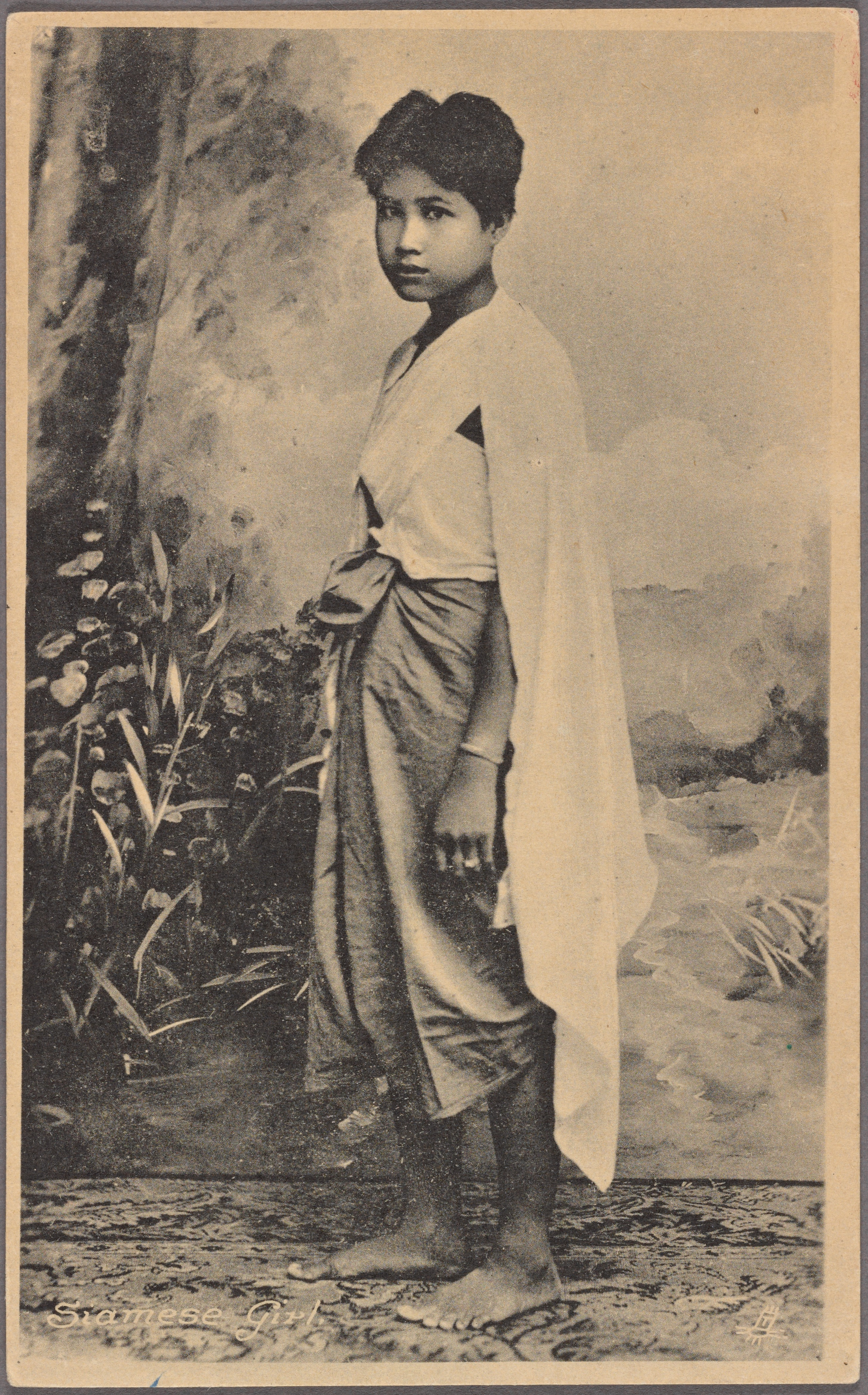
1921
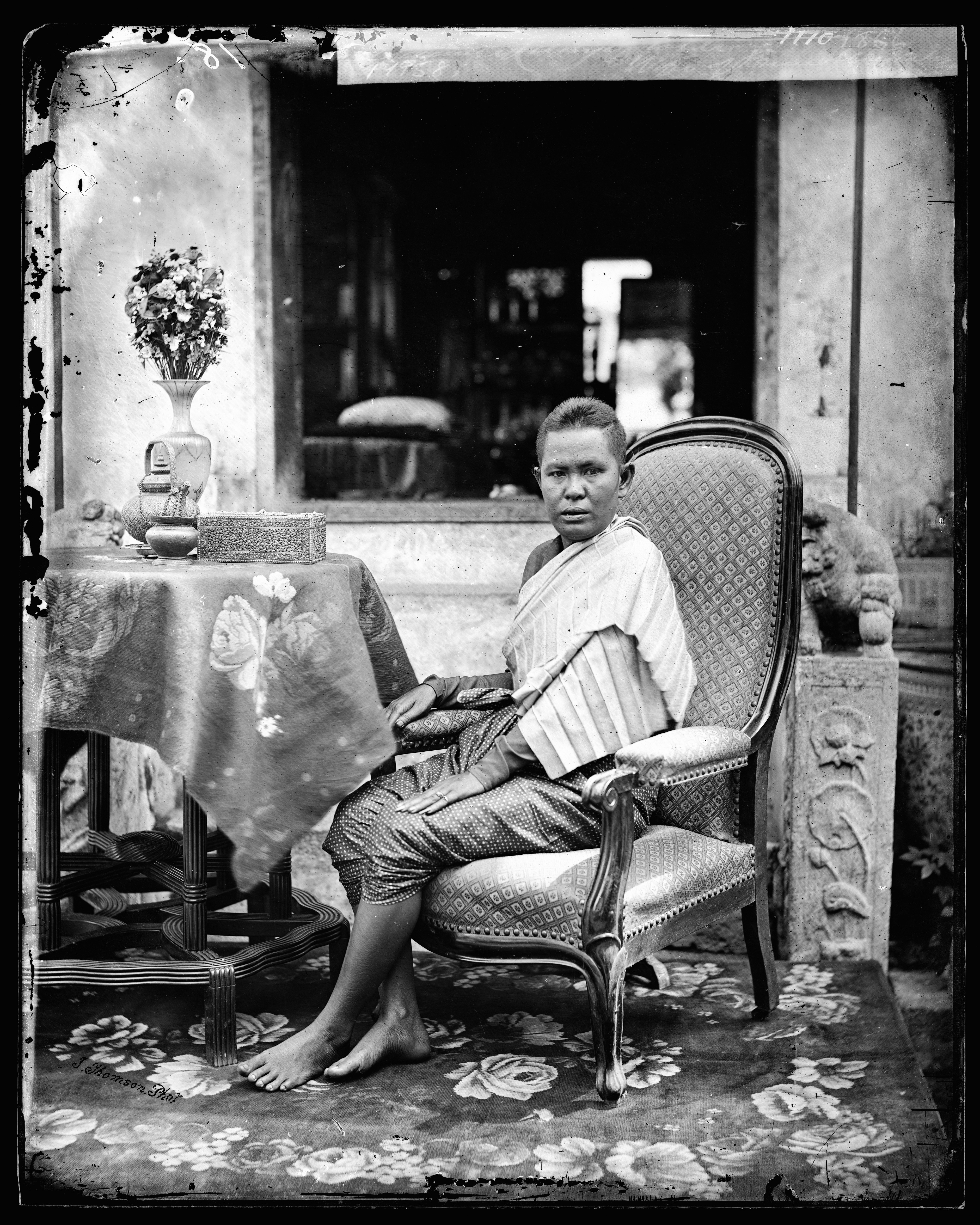
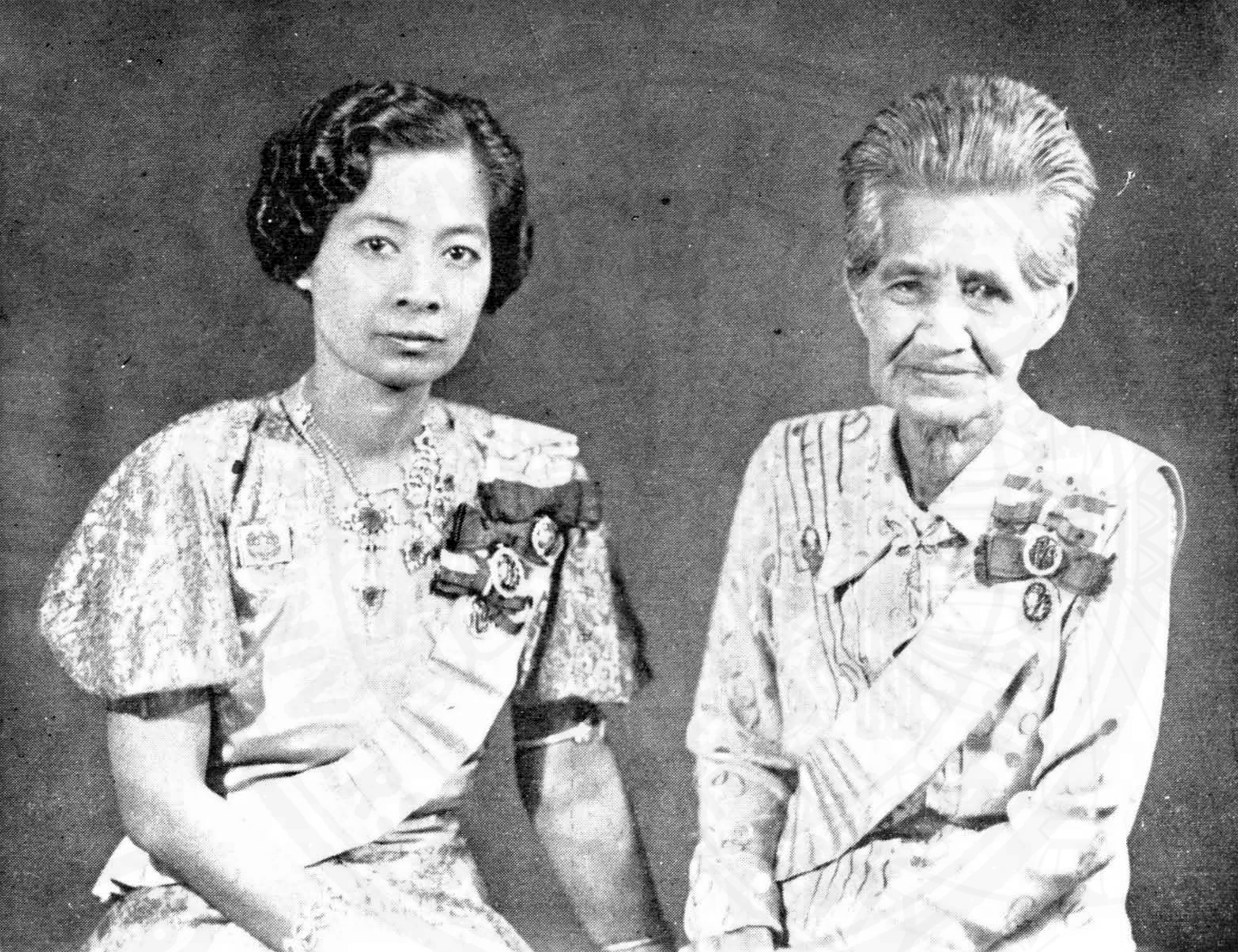
Adisaya Suriyabha (en) et sa mère
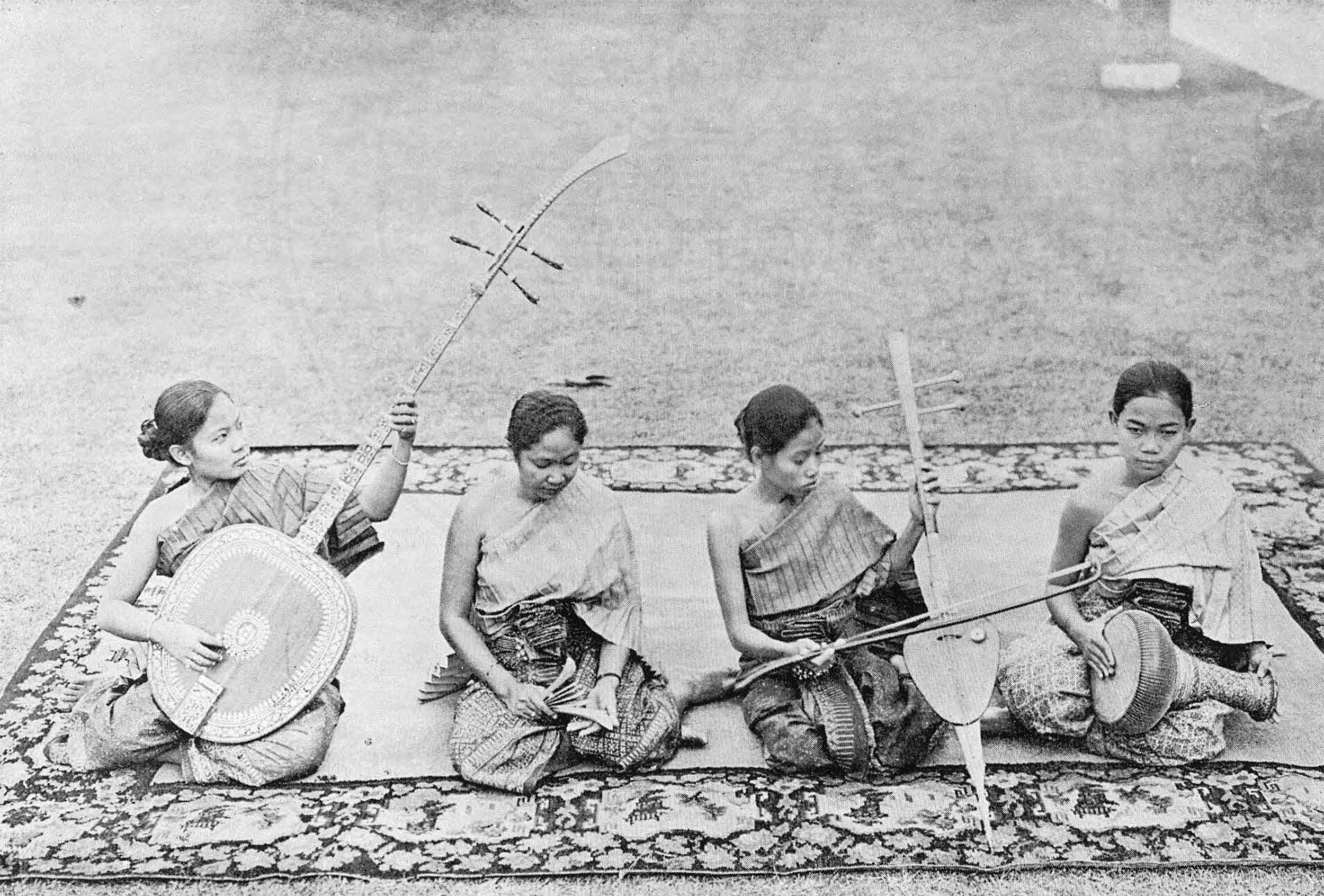
Quartet thaï, 1930
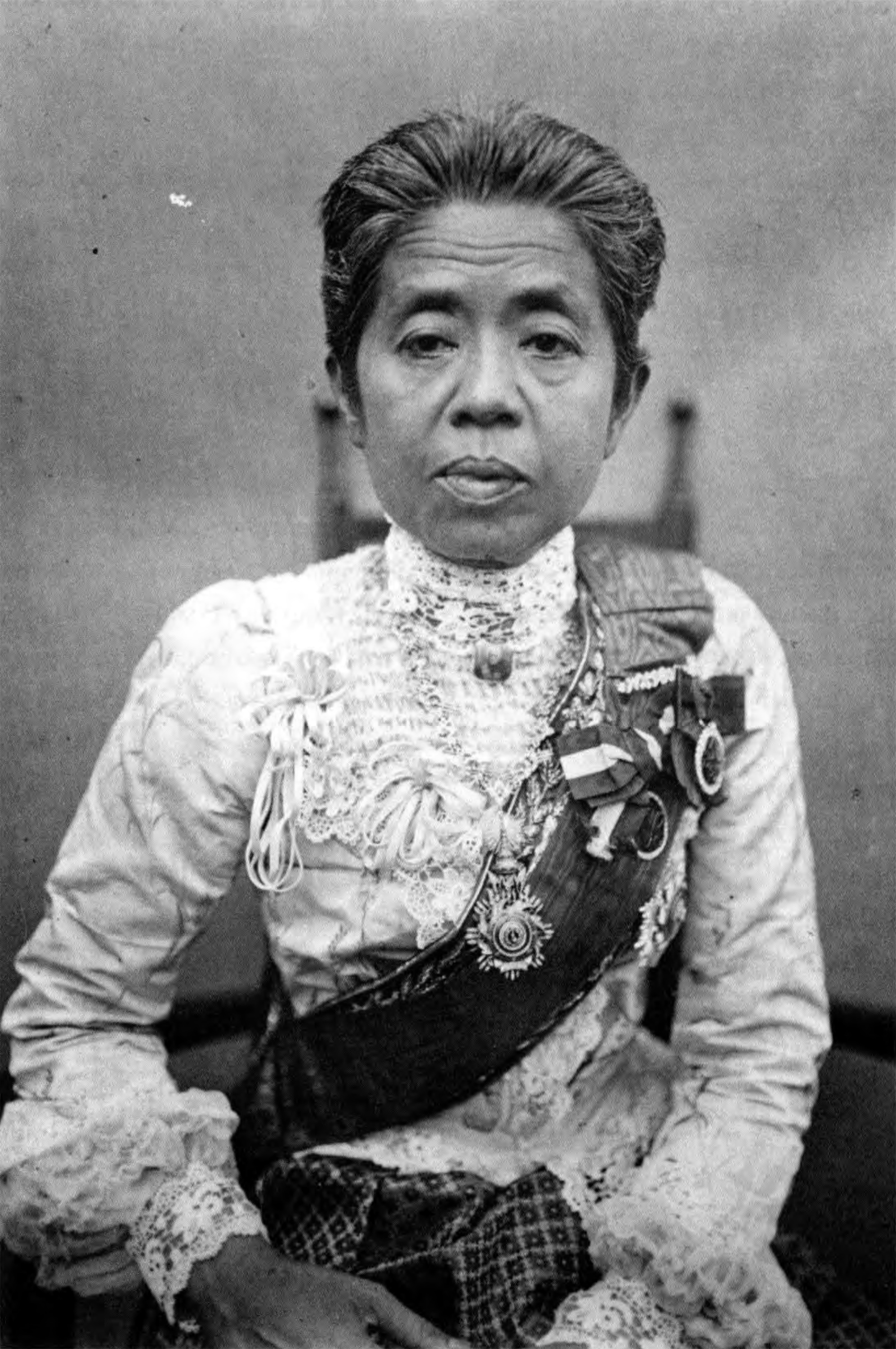
Somavadi Srirattanarajadhida (en), avant 1931

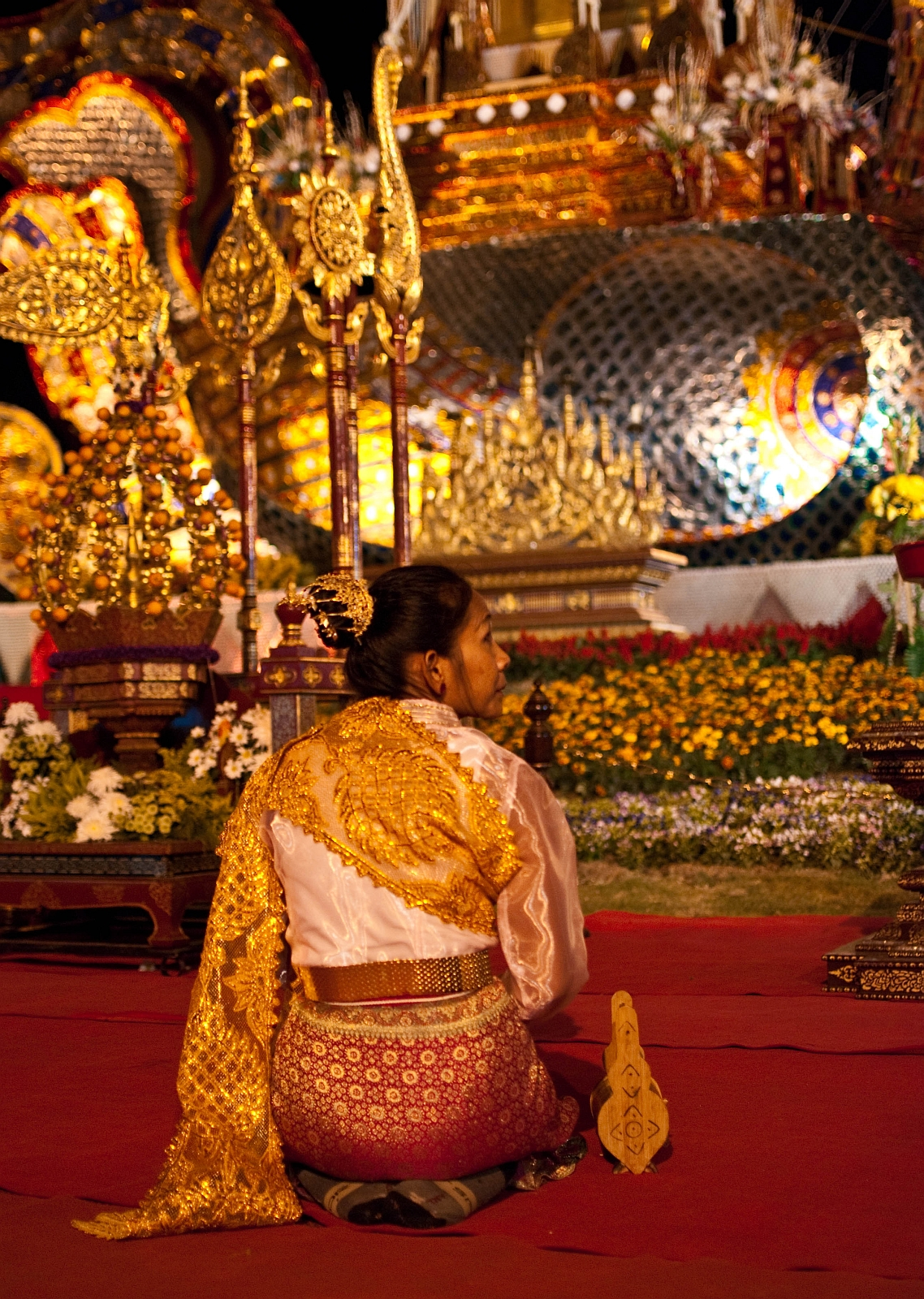
Danseuse se reposant au temple de Wat Chedi Luang, en janvier 2010, lors de la crémation de Chan Kusalo
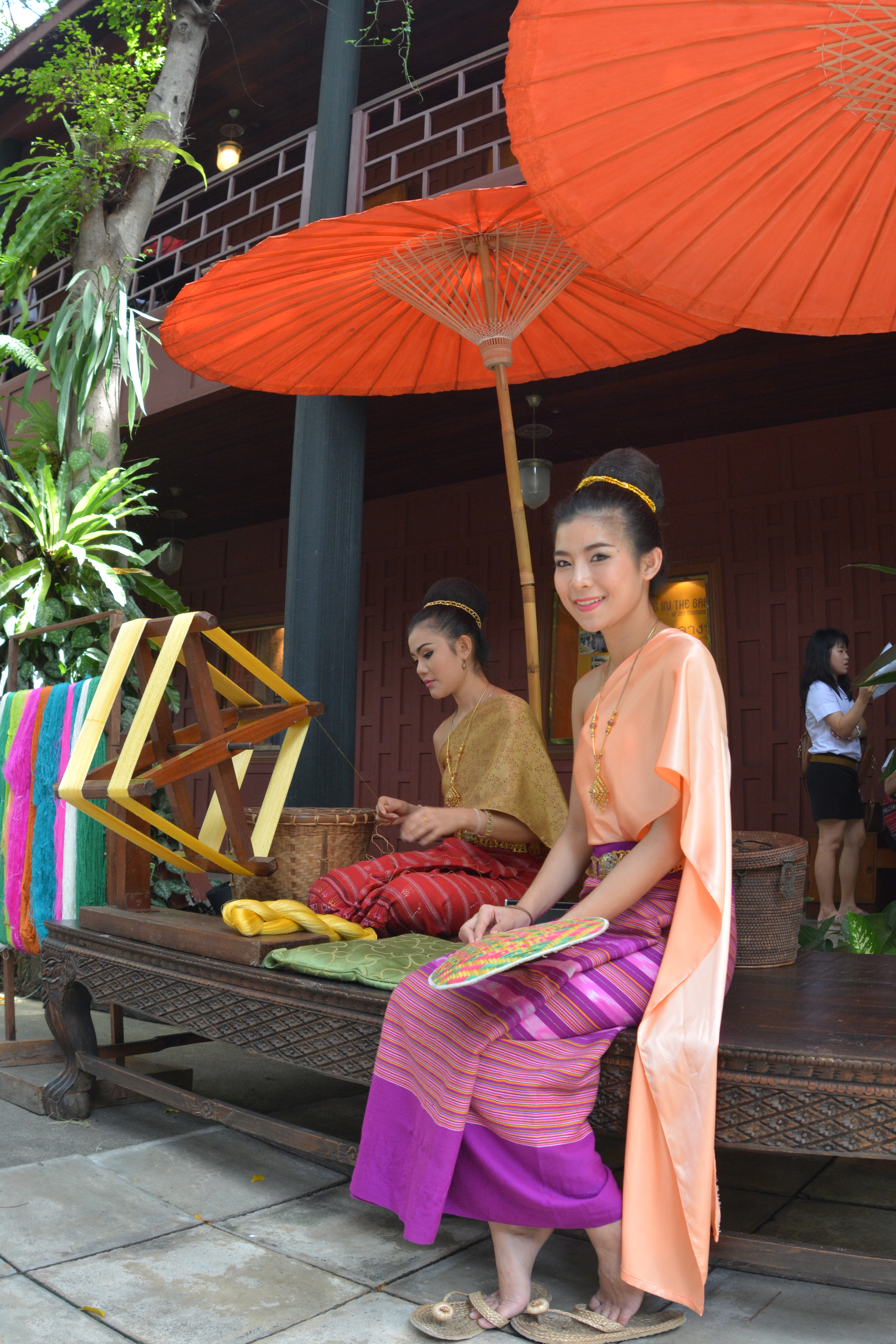
Thaïlandaise dans la maison de Jim Thompson
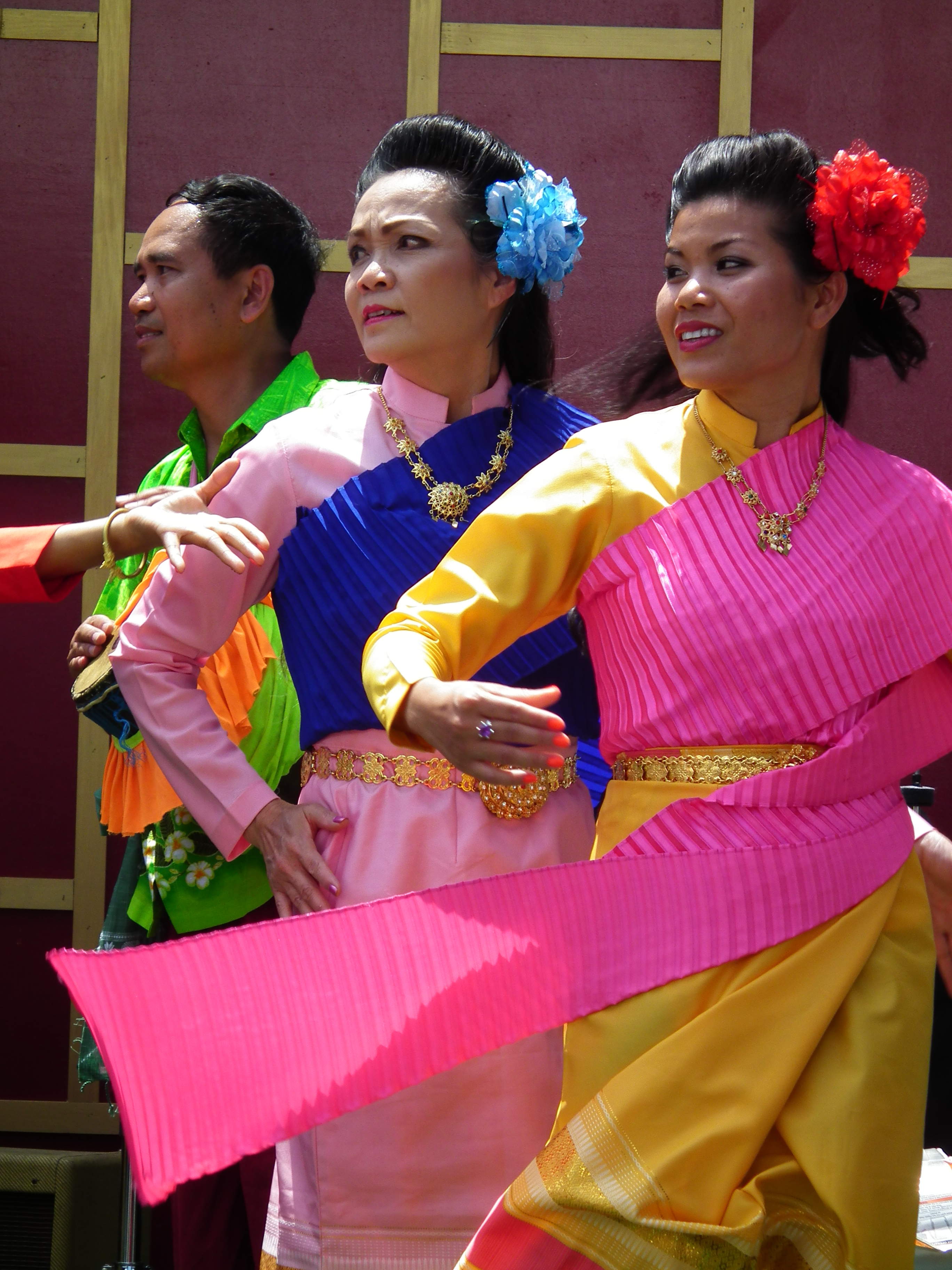
Danseuses